# Islam aux Pays-Bas

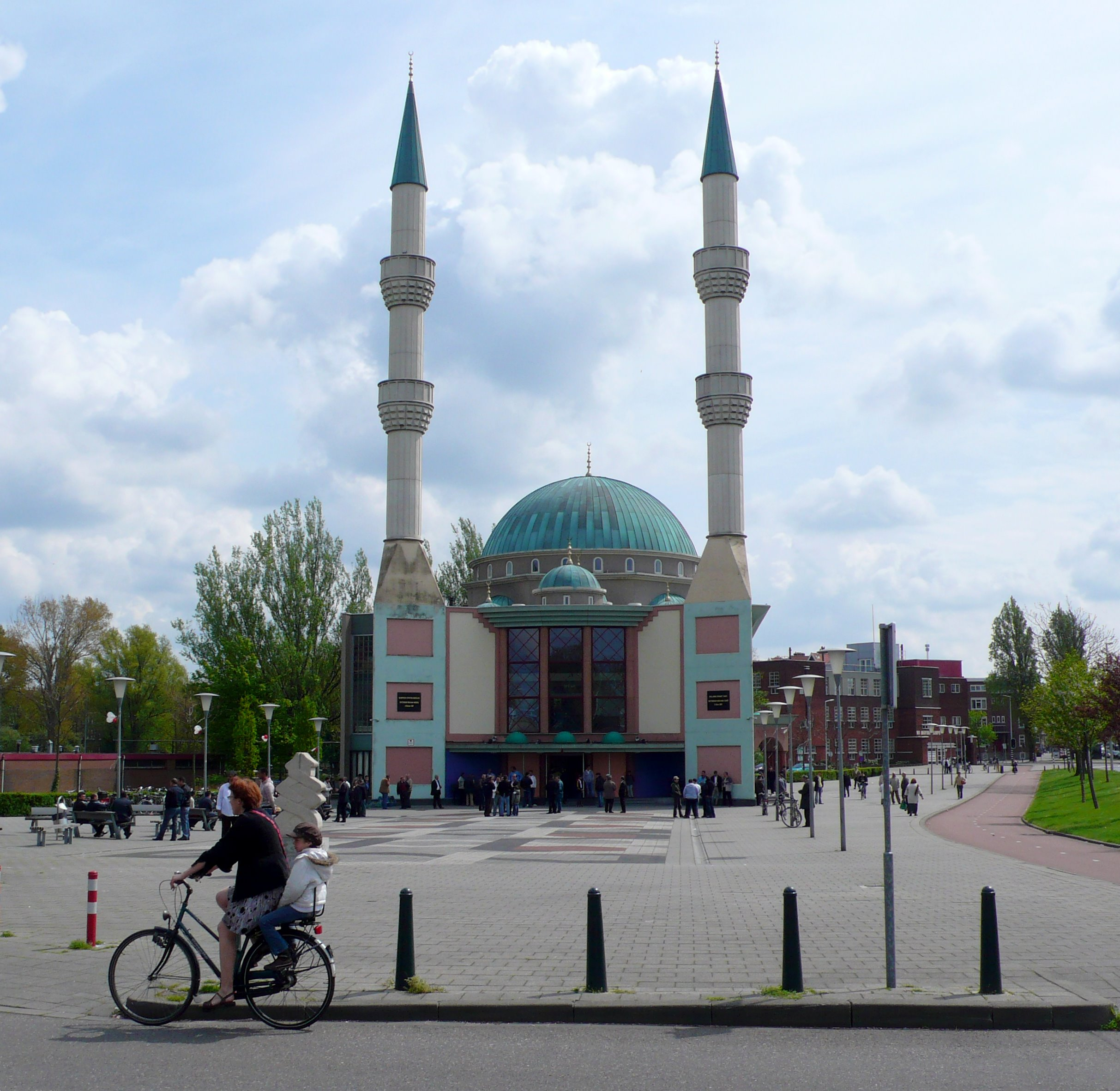
Mosquée Mevlana de Rotterdam.

L'histoire de l'islam aux Pays-Bas  peut être retracée depuis le XVIe siècle par l'installation des premiers Ottomans dans les villes portuaires du pays, principalement dans les Pays-Bas méridionaux, mais elle a également été portée par les marins zélandais et hollandais convertis, ainsi que par les marchands persans et les pirates algériens. En outre, à partir du XVIIe, des musulmans des Indes orientales néerlandaises s'installèrent aux Pays-Bas. Par ailleurs, entre la chute de l'Empire ottoman en 1923 et l'indépendance de l'Indonésie en 1945, le Royaume des Pays-Bas, comprenant le territoire métropolitain et extra-métropolitain, fut le premier pays musulman du monde.
Selon le Bureau central de la statistique, l'office néerlandais de la statistique, 4,9 % de la population totale néerlandaise est musulmane en 2008, soit 825 000 personnes environ. Quatre ans plus tard, en 2012, les statistiques montrent une stagnation, sinon un déclin de cette population. Ainsi, l'islam constitue la deuxième religion la plus importante après le christianisme aux Pays-Bas. Le sentiment d'islamisation a une place importante au sein du débat public. Une enquête menée en mars 2008 par le Historisch Nieuwsblad montre en effet que plus de la moitié des Néerlandais considèrent que l'islam représente une menace pour l'identité néerlandaise.

## Histoire

### Le Siècle d'or néerlandais et le traité avec le Maroc
Avant le siècle d'or néerlandais, les marchands ottomans exerçaient dans la plupart des villes commerçantes du pays. Dans la plupart des cas, néanmoins, il s'agissait des sujets chrétiens ou juifs des sultans. Ce n'est qu'au début du XVIIe siècle que l'on véritablement parler d'une installation de musulmans sur le territoire néerlandais, de par de la présence d'esclaves turcs libérés par le stathoudérat Maurice de Nassau, à l'issue du Siège de L'Écluse. En effet, au début du siècle, une délégation de la République des Provinces-Unies conclut une alliance militaire avec le Maroc contre l'Espagne et les Barbaresques. Le sultan Zaidan el-Nasir nomma Samuel Pallache pour le représenter et en 1608, Pallache rencontra Maurice de Nassau et les États généraux du royaume des Pays-Bas à La Haye. Le 24 décembre 1610, les Pays-Bas et le Maroc signèrent un traité de libre commerce, permettant au sultan d'acheter aux Hollandais navires, armes et munitions. L'islam connut un léger essor au siècle d'or, la majorité des mosquées se situaient alors à Amsterdam, .

### Indes orientales néerlandaises
Au XIXe siècle, sous l'Empire néerlandais, les Pays-Bas contrôlèrent les Indes orientales néerlandaises, qui devinrent en 1945 l'Indonésie, un pays à majorité musulmane et le plus grand pays musulman du monde. Les premiers musulmans qui s'installèrent aux Pays-Bas furent certains de ces insulaires, qui avaient fui la sanglante révolution nationale indonésienne.

### Immigration depuis leXXesiècle
Durant les années 1960 et 1970, les Néerlandais eurent besoin de main d’œuvre nombreuse et peu qualifiée, la plupart du temps des emplois non occupés en raison de la tertiarisation de l'économie des Pays-Bas. Ces emplois ont été pourvus par des étrangers, provenant de pays à majorité musulmane comme la Turquie ou le Maroc. Malgré l'arrêt du recrutement en 1974, l'immigration ne fut pas ralentie, en raison de la politique de regroupement familial. En 1975, le Suriname, ancienne colonie néerlandaise, à notable minorité musulmane, déclare son indépendance, ayant pour conséquence l'arrivée d'un certain nombre d'immigrés surinamais aux Pays-Bas. Dans les années 1980, et plus spécifiquement dans les années 1990, les musulmans s'installèrent aux Pays-Bas en tant que réfugiés politiques, provenant principalement de Bosnie-Herzégovine, de Somalie, d'Iran, du Pakistan, d'Afghanistan ou d'Irak.

## Démographie

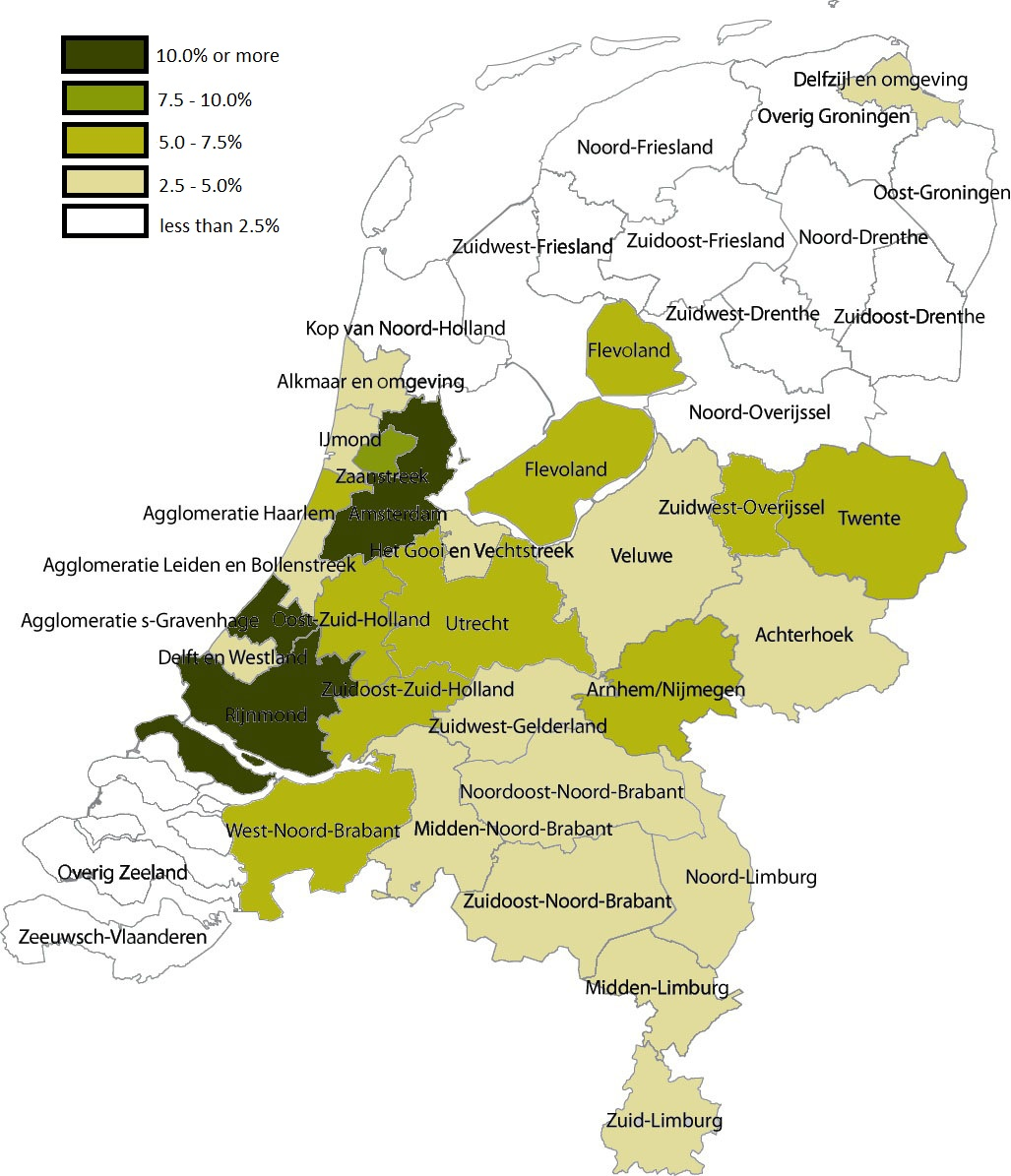
Répartition géographique des musulmans aux Pays-Bas, en 2004.

Selon le CBS, au 24 octobre 2007, environ 5 % de la population totale néerlandaise était musulmane. Des statistiques antérieures montrent un plus grand nombre aux Pays-Bas mais celles-ci se basent non pas sur la croyance religieuse mais sur l'appartenance ethnique. Fin 2004, on estime à 944 000 le nombre de musulmans aux Pays-Bas, dont 6 000 autochtones. Néanmoins, un processus de sécularisation chez les jeunes Néerlandais immigrés de seconde génération : ainsi, la moitié de ces jeunes d'origine iranienne et le tiers des jeunes d'origine turque n'ont pas d’affiliation religieuse.
Comme la plupart des immigrés non occidentaux, la majorité des musulmans vivent dans les quatre plus grandes villes des Pays-Bas, à savoir Amsterdam, Rotterdam, La Haye et Utrecht. Environ 140 000 musulmans résident dans la capitale, où ils forment 17 % de la population.
En 2010, les Marocains représentent le groupe le plus important de musulmans aux Pays-Bas, avec 355 883 personnes, suivis par les Turcs avec environ 325 000. Parmi les autres immigrés non-occidentaux, on compte 34 000 musulmans d'origine surinamaise, 31 000 d'origine afghane et 27 000 d'origine irakienne.

## Perception de l'islam dans le débat public

### Un débat ancien mais lent à s'implanter

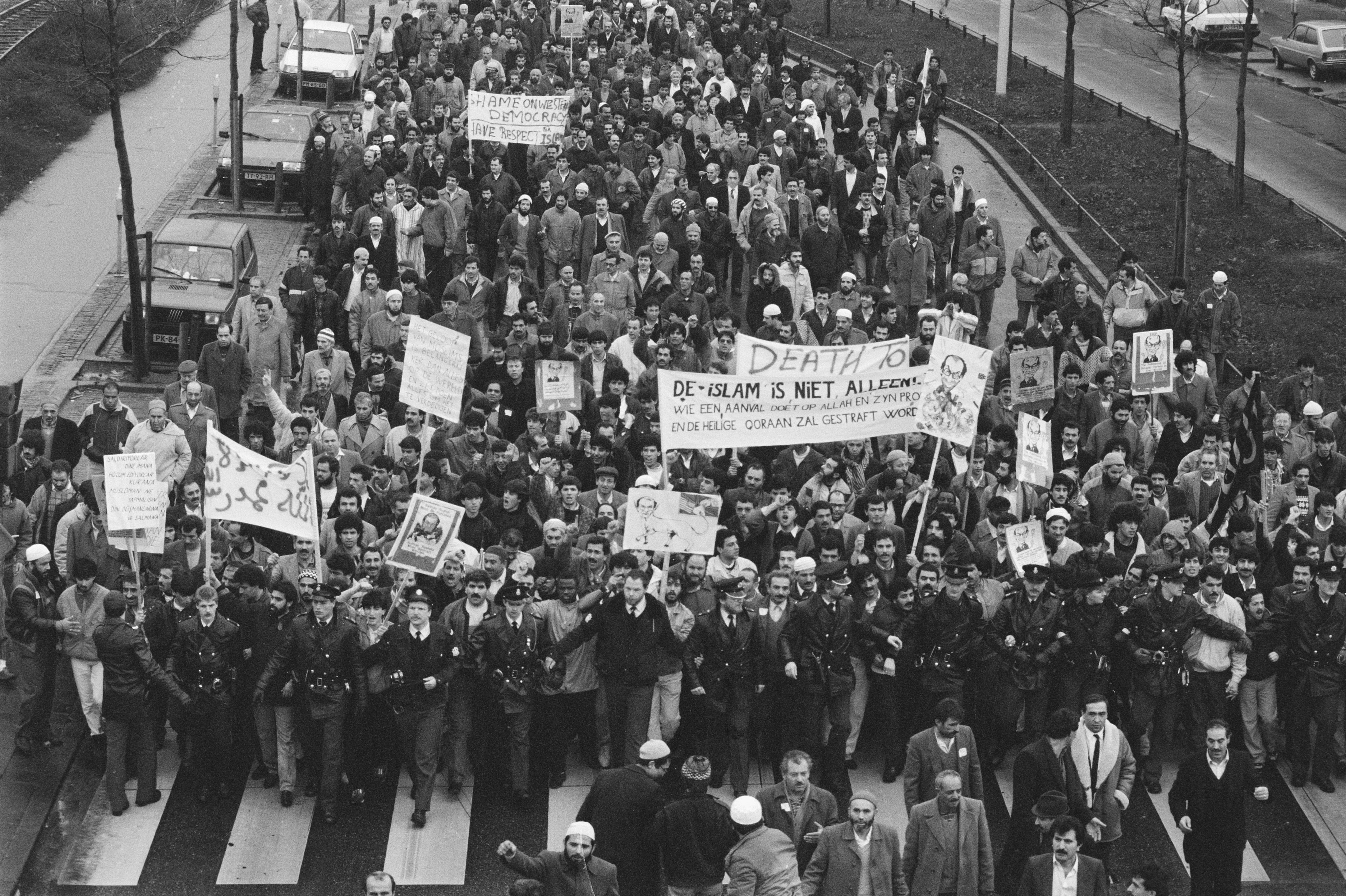
5000 personnes manifestent contre les Versets sataniques à La Haye le 3 mars 1989.

Durant les années 1970 et 1980, le nombre de musulmans a fortement augmenté. Élu député à l'issue des élections législatives de 1982, Hans Janmaat, membre du Parti du centre, parti nationaliste néerlandais aujourd'hui dissous, est le premier homme politique et parlementaire à avoir exprimé son hostilité à l'égard de la société multiculturelle, mais celui-ci perdit son siège en 1986. En 1989, l'écrivain Salman Rushdie devient l'objet d'une fatwa de mort décidée par l'ayatollah Rouhollah Khomeini, Guide de la Révolution de la République islamique d'Iran, pour son ouvrage, qu'il qualifie de blasphématoire, Les Versets sataniques. Au printemps de cette année, des manifestations de musulmans sont organisées dans plusieurs villes européennes pour réclamer la fatwa contre Rushdie. Dès lors, l'idée que l'islam – et plus largement la société multiculturelle – représente une menace pour la liberté et la démocratie dans les pays occidentaux, prend de plus en plus d'importance. 
Le débat politique sur l'islam prend un autre tournant en 1992, lorsque le dirigeant du Parti populaire libéral et démocrate (VVD) Frits Bolkestein déclare clairement que l'islam est incompatible avec les valeurs occidentales. Bolkestein fonde son point de vue sur l'essai La Fin de l'histoire et le Dernier Homme du politologue Francis Fukuyama publié la même année, arguant que l'islam est la cause de l'échec du modèle d'intégration néerlandais : il considère que l'islam est incompatible avec les valeurs de la modernité, héritée des Lumières. Les conflits mondiaux du début des années 1990, tels que la Guerre du Golfe, la Guerre civile algérienne, la guerre de Bosnie-Herzégovine et l'attentat du World Trade Center de 1993 accentueront de plus en plus cette crainte de l'islam. L'importance accordée par les médias à ce phénomène ne sera véritablement notable que dans la seconde moitié des années 1990, après l'attaque de la mosquée Mevlana à Amersfoort, en janvier 1992 ; ou la décision de la Commission sur le traitement égalitaire (Commissie Gelijke Behandeling) qui, en 1995, a jugé que l'interdiction du port du foulard était discriminatoire.

### L'ascension de Pim Fortuyn et des «nouveaux réalistes»

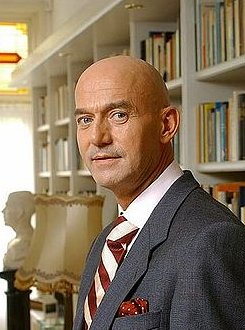
Pim Fortuyn, photographié le 4 mai 2002, deux jours avant son assassinat.

Mais c'est surtout en 1997, par la publication de l'ouvrage Tegen de Islamisering van onze cultuur (Contre l'islamisation de notre culture) de l'homme politique Pim Fortuyn, que le sentiment d'islamisation bénéficiera d'une couverture médiatique. Fortuyn y distingue trois différences essentielles entre l'Occident et le fondamentalisme musulman : la séparation de l’Église et de l’État, le rapport de domination de l'homme à l'égard de la femme et l'endoctrinement des enfants et des jeunes. La popularité de Fortuyn s'explique en raison de ses discours « sans tabous », sans crainte de « politiquement correct », discours de plus en plus dominants dans le débat public et que la philosophe Baukje Prins qualifie de « nouveaux réalistes ».
En janvier 2000, le débat se poursuit à la suite de la publication d'un article « Le drame multiculturel » du sociologue Paul Scheffer, dans lequel il s'inquiète de la « surreprésentation » de la deuxième génération dans les statistiques du chômage et de la délinquance. Dénonçant l'attentisme des pouvoirs publics, il estime également que les musulmans installés aux Pays-Bas doivent respecter la libéralisation des mœurs, la séparation de l’Église et de l’État, les droits des femmes et des homosexuels. Il estime ainsi que la légendaire tradition de tolérance néerlandaise manque en réalité beaucoup d'indifférence et de condescendance, et reflète trop l'esprit de la pilarisation, où chacun est censé s'épanouir dans sa communauté d'origine. L'article de Paul Scheffer, sociologue social-démocrate et membre du Parti travailliste, marque un tournant dans la réflexion sur le multiculturalisme puisque la critique de l'islam est désormais acceptée dans les milieux de gauche progressiste.
Les attentats du 11 septembre 2001 enflamment le débat partout dans le monde. Ainsi, l'islam est de plus en plus associé à la violence et le terrorisme. Ledit débat est d'ailleurs particulièrement virulent aux Pays-Bas : Pim Fortuyn considère que l'islam est une « culture arriérée » ; Theo van Gogh surnomme les musulmans des « baiseurs de chèvre » et le chroniqueur et avocat Afshin Elian utilise régulièrement l'expression « d'islamo-fascisme », se référant au régime islamique de l'Iran. Le 6 mai 2002, à neuf jours des élections générales, Pim Fortuyn est assassiné par Volkert van der Graaf, activiste d'extrême gauche, qui a commis cet acte pour, selon ses dires, « protéger les musulmans » que Fortuyn aurait « désignés comme boucs émissaires ».
En avril 2004, le Conseil scientifique de la politique gouvernementale (Wetenschappelijke Raad voor het Regeringsbeleid, WRR) publie un rapport sur l'islam aux Pays-Bas dans lequel il note que le débat sur l'islam n'a été mené quasi exclusivement que sur des aspects négatifs. L'objectivité de ce rapport fut contestée par de nombreuses personnalités politiques, ainsi que – plus largement – la légitimité du WRR. La même année, Theo Van Gogh présente, conjointement avec Ayaan Hirsi Ali (alors députée du VVD), son court-métrage Submission, qui s'intéresse à l'oppression des femmes dans le monde islamique. En novembre, il est assassiné par Mohammed Bouyeri, un Néerlandais d'origine marocaine, en le blessant, puis en l'achevant avec une arme à feu dans un lieu public avant de l'égorger jusqu'à presque le décapiter. Il menace également à mort Ayaan Hirsi Ali, qui fuit vers les États-Unis.

### Depuis l'assassinat de Theo van Gogh : l'ascension de Geert Wilders

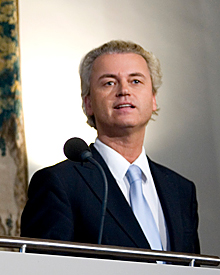
Geert Wilders, leader du PVV, très critique à l'égard de l'islam.

Dans les années qui suivirent l'assassinat de Theo van Gogh, l'homme politique Geert Wilders quitta le VVD pour fonder le Parti pour la liberté (Partij voor de Vrijheid, PVV) en 2006. Il y tient un discours particulièrement hostile et virulent à l'égard de l'islam, sans pour autant être accusé de racisme dans sa ligne politique comme dans les médias. Il assimile l'islam à une « idéologie fasciste » mais déclare « Je n'ai rien contre les individus, mais nous avons un problème avec l'idéologie islamique. Je ne veux pas renvoyer ceux qui sont ici et veulent s'assimiler, mais je leur dis de se débarrasser de cette idéologie, que je qualifie de fasciste », fustigeant la place réservée aux femmes et aux homosexuels par l'islam, en dénonçant le sexisme de cette religion. Il préconise l'interdiction du Coran aux Pays-Bas qu'il compare à Mein Kampf, l'arrêt de l'immigration venant de pays à majorité musulmane ainsi que l'expulsion de toute personne originaire de ces pays coupable de délit. Dans son film Fitna en 2008, il se montre très critique à l'égard du Coran, livre qu'il assimile au Mein Kampf d'Adolf Hitler et dont il a demandé l'interdiction.
Le Parti pour la liberté connaît une ascension fulgurante, enchaînant les victoires aux élections locales, nationales et européennes. Troisième force politique à l'issue des élections législatives de 2010, il soutient le gouvernement minoritaire formé entre le VVD et le CDA, soutien qu'il retire en 2012, provoquant la tenue d'élections législatives anticipées.